# Jingoísmo

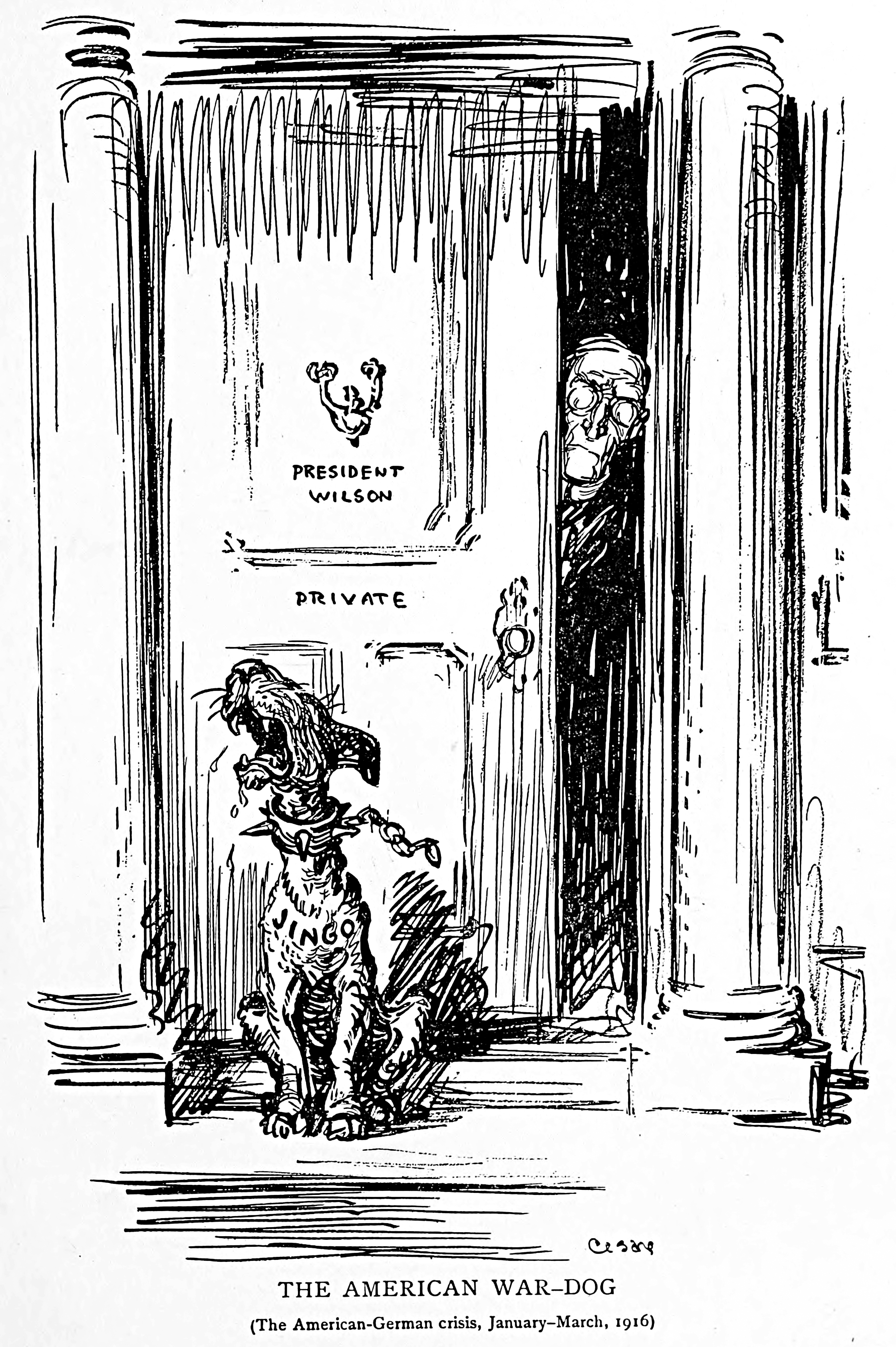
"The American War-Dog" retrata o presidente dos Estados Unidos, Woodrow Wilson, olhando pela porta para um cachorro uivante rotulado como "Jingo"; representando aqueles nos Estados Unidos ansiosos para ingressar na Grande Guerra contra a Alemanha, contrários à política de neutralidade do governo.

Jingoísmo é o nacionalismo exacerbado na forma de uma política externa agressiva. O termo surge no Reino Unido, nos anos 1870, para designar a posição política que associava beligerância em relação à Rússia e nacionalismo expansionista. Na época, tal posição foi adotada tanto por políticos (Benjamin Disraeli, Cecil Rhodes) como por imperialistas liberais (primeiro-ministro Neville Chamberlain), no âmbito de uma onda ufanista que enaltecia a Grã-Bretanha como "a melhor nação do mundo" — e que, como tal, deveria "civilizar os povos inferiores".
Jingoísmo também se refere à prática de advocacy, por um país, em favor do uso de ameaças ou de força, em detrimento de relações pacíficas, para proteger o que esse país entende como seu interesse nacional. Coloquialmente, o termo também pode referir-se ao viés apresentado quando se julga o próprio país como superior aos demais — um tipo extremo de nacionalismo. Nesse sentido, o nazismo e o excepcionalismo seriam formas de jingoísmo.

## Etimologia
O termo surgiu, como rótulo político, em uma carta enviada pelo político radical britânico George Holyoake ao jornal Daily News, em 13 de março de 1878.
Para criar o termo "jingoísmo", Holyoake inspirou-se na expressão "by Jingo", presente no refrão de uma canção de guerra composta por G. H. MacDermott e G. W. Hunt e muito popular nos pubs e music halls da Grã-Bretanha, na época da guerra russo-turca de 1877–1878. A letra desse refrão era:

We don't want to fight but by Jingo if we do

We've got the ships, we've got the men, we've got the money too

We've fought the Bear before, and while we're Britons true

The Russians shall not have Constantinople.
A expressão  by Jingo! ('por Jingo!') raramente aparece impressa, mas  pode ser rastreada pelo menos até o século XVII. 'Jingo' é um claro eufemismo de Jesus,  e a expressão by Jingo! é atestada em 1694, numa edição inglesa das obras de François Rabelais, onde aparece como tradução do francês par Dieu! ("por Deus!").